# ریورهد (حوزه سرشماری)، نیویورک
ریورهد (به انگلیسی: Riverhead) یک منطقهٔ مسکونی در ایالات متحده آمریکا است که در شهرستان سافک، نیویورک واقع شده‌است. ریورهد ۴۰٫۰ کیلومتر مربع مساحت و ۱۳٬۲۹۹ نفر جمعیت دارد و ۴ متر بالاتر از سطح دریا واقع شده‌است.